# Низи (станція)
Низи́ — тупикова залізнична станція 5-го класу Сумської дирекції Південної залізниці на одноколійній неелектрифікованій лінії Імені Василя Несвіта — Низи. Розташована в селищі Низи Сумського району Сумської області.

## Історія
Станції Низи відкрита у 1905 році, одночасно з відгалуженої лінії від станції Гребінниківка до цукрового заводу (завдожки 11 км), який належав поміщику Суханову, який ині закритий.

## Пасажирське сполучення
16 листопада 2010 року відкрито рух рейкових автобусів до станції Низи, проте незважаючи на низьку вартість проїзду рейкобуса, він виявився незатребуваний та згодом був скасований.

## Послуги
Станція приймає та відправляє лише вантажні поїзди від станції Імені Василя Несвіта. Рух поїздів організовано за допомогою електрожезлової системи та телефонного зв'язку. Станція здійснює послуги з прийому (видачі) вантажів вагонними й дрібними відправками, які навантажуються цілими вагонами. При цьому навантаження відбувається лише на під'їзних коліях та місцях незагального користування.